# Richard Mateelong
Richard Kipkemboi Mateelong (* 14. říjen 1983, Lenape) je keňský atlet, běžec, jehož specializací je běh na 3000 metrů překážek, tzv. steeplechase.

## Kariéra
S běháním začal na střední škole v roce 1998, kterou doabsolvoval v roce 2001 a dal se k policii. Běžecké úspěchy na své oblíbené trati začal sbírat rokem 2004. Dvakrát se účastnil afrického šampionátu - jednou jej vyhrál, podruhé doběhl na stříbrné pozici. Pětkrát se účastnil světového atletického finále. Dvakrát se umístil stříbrný, jednou bronzový, na dalších dvou doběhl pod stupni vítězů.
První velký úspěch přišel v roce 2007, kdy si doběhl pro bronzovou medaili na světovém šampionátu v Ósace. O rok později získal také bronzovou medaili na olympiádě v Pekingu. V roce 2009 pak získal stříbrnou medaili na mistrovství světa v Berlíně, kde byl nad jeho síly jen krajan Ezekiel Kemboi.

## Osobní život
Richard je ženatý a má jedno dítě.

## Osobní rekordy
- 1500 m - 3:41,79
- 3000 m - 7:48,71
- 5000 m - 13:30,4
- 3000 m překážky - 8:00,89